# Västerbro, Ronneby
Västerbro är en betongbro som spänner över Ronnebyån i centrala Ronneby och ligger idag i Strandgatans förlängning. På den västra sidan av staden har det länge funnits broar, men inte med samma placering som idag. under lång tid fram till mitten av 1900-talet låg Västerbro istället i  Karlskronagatans förlängning, en parallellgata till Strandgatan längre bort från Ronnebyån. fram till 1960-talet låg det ett bostadskvarter där Västerbo idag ansluter till Strandgatan och vid byggandet av den nya bron fick det nya kvarteret krympas i storlek. Likt flera broar i staden har även Västerbro fått en estetisk bearbetning i linje med Ronneby kommuns stadsmiljöprogram och år 2016 dubbelriktades körtrafiken på bron som under sin livstid till största delen varit enkelriktad.